# Восемнадцать вёсен
«Восемнадцать вёсен» (иер. трад. 半生緣, упр. 半生缘, кант.-рус.: Бан шэн юань, англ. Eighteen Springs) — гонконгская драма 1997 года режиссёра Энн Хёй. Главные роли в фильме исполнили Жаклин Нг, Леон Лай, Анита Муй, Хуан Лэй и Гэ Ю.
Картина получила семь номинаций на 17-й Гонконгской кинопремии, Анита Муй завоевала награду «Лучшая женская роль второго плана». Фильм также был отмечен на престижных кинопремиях: «Золотая лошадь», Golden Bauhinia Award, Премия общества кинокритиков Гонконга

## Сюжет
Образованная девушка Гу Манчжэнь (Жаклин Нг) работает на фабрике в Шанхае помощницей клерка. Её старшая сестра Манлу (Анита Муй) работает официанткой в ночном клубе и ей приходится содержать всю свою семью. На фабрике Манчжэнь знакомится с Сюй Шухуэйем (Хуан Лэй) и Шэнь Шицзюнем (Леон Лай). Манчжэнь влюбляется в Шицзюня, который родом из богатой семьи в Нанкине. Но он работает в Шанхае, потому что не хочет наследовать бизнес своего отца .
Не имея возможности выйти замуж за человека, которого любит, Манлу решает выйти замуж за богатого плейбоя Чжу Хунцая (Гэ Ю). Семья Шицзюня против того, что он сближался с Манчжэнь. Они пытаются свести его с двоюродной сестрой Ши Цуйчжи (Энни Ву). В итоге Манчжэнь ссорится с Шицзюнем.
Манчжэнь приезжает к Манлу и Чжу. Чтобы удержать своего мужа, Манлу, которая не может рожать детей, запирает сестру с мужем (которого влечёт к Манчжэню). Чжу насилует Манчжэнь. Она беременеет, и её держат взаперти в особняке Чжу, не давая возможности связаться с Шицзюнем. Когда Шицзюнь приезжает повидаться с Манчжэнь, Манлу прогоняет его.
Манчжэнь сбегает из больницы после рождения сына от Чжу и становится школьной учительницей в другом городе. К тому времени, когда она пишет Шицзюню, он уже женился на Цуйчжи. Цуйжи и её свекровь сжигают эти письма, чтобы Шицзюню их не прочёл.
Много лет спустя тяжело больная Манлу разыскивает Манчжэнь, чтобы попросить у неё прощения. Перед смертью она возвращает сына Манчжэнь в надежде, что она воспитает его. Манчжэнь всё ещё ненавидит Чжу (который раскаивается в изнасиловании), но решает остаться с ним ради их сына.
Спустя четырнадцать лет после расставания Манчжэнь и Шицзюнь случайно встречаются снова в своём любимом ресторане в Шанхае. Они узнают о жизни друг друга и безнадежно понимают, что, как бы сильно они ни любили друг друга, из-за других обязательств они больше никогда не смогут быть вместе.

## В ролях
- Жаклин Нг — Гу Манчжэнь (顾曼桢)
- Леон Лай — Шэнь Шицзюнь (沈世钧)
- Анита Муй — Гу Манлу (顾曼璐
- Хуан Лэй[англ.] — Сюй Шухуэй (许叔惠)
- Гэ Ю — Чжу Хунцай (祝鸿才)
- Энни Ву[англ.] — Ши Цуйчжи (石翠芝)
- Ван Чживэнь[англ.] — Чжан Юйцзинь (张豫瑾)
- Лю Чанвэй — Фан Ипэн (方一鹏)

## Награды и номинации
| Награды                                   | Награды                             | Награды                                                            | Награды   |
| Кинопремия                                | Категория                           | Лауреат / претендент                                               | Результат |
| ----------------------------------------- | ----------------------------------- | ------------------------------------------------------------------ | --------- |
| 17-я Гонконгская кинопремия               | Лучшая женская роль                 | Жаклин Нг                                                          | Номинация |
| 17-я Гонконгская кинопремия               | Лучшая женская роль второго плана   | Анита Муй                                                          | Победа    |
| 17-я Гонконгская кинопремия               | Лучшая операторская работа          | Марк Ли Пинбин                                                     | Номинация |
| 17-я Гонконгская кинопремия               | Лучшая работа художника             | Янк Вонг, Брюс Юй                                                  | Номинация |
| 17-я Гонконгская кинопремия               | Лучшая музыка                       | Е Сяоган                                                           | Номинация |
| 17-я Гонконгская кинопремия               | Лучшая работа художника по костюмам | Янк Вонг, Брюс Юй                                                  | Номинация |
| 17-я Гонконгская кинопремия               | Лучшая песня                        | Композитор: Вонг Квок-Лун • Слова: Линь Си • Исполнитель: Леон Лай | Номинация |
| 34-я Золотая лошадь                       | Лучшая работа художника             | Янк Вонг, Брюс Юй                                                  | Номинация |
| 34-я Золотая лошадь                       | Лучшие костюмы                      | Янк Вонг, Брюс Юй                                                  | Победа    |
| 3-я Golden Bauhinia Award                 | Лучшая женская роль второго плана   | Анита Муй                                                          | Победа    |
| 4-я Премия общества кинокритиков Гонконга | Спецприз «Film of Merit»            | Энн Хуэй, Джимми Ван                                               | Победа    |
| 4-я Премия общества кинокритиков Гонконга | Лучшая женская роль                 | Жаклин Нг                                                          | Победа    |